# 160th Special Operations Aviation Regiment

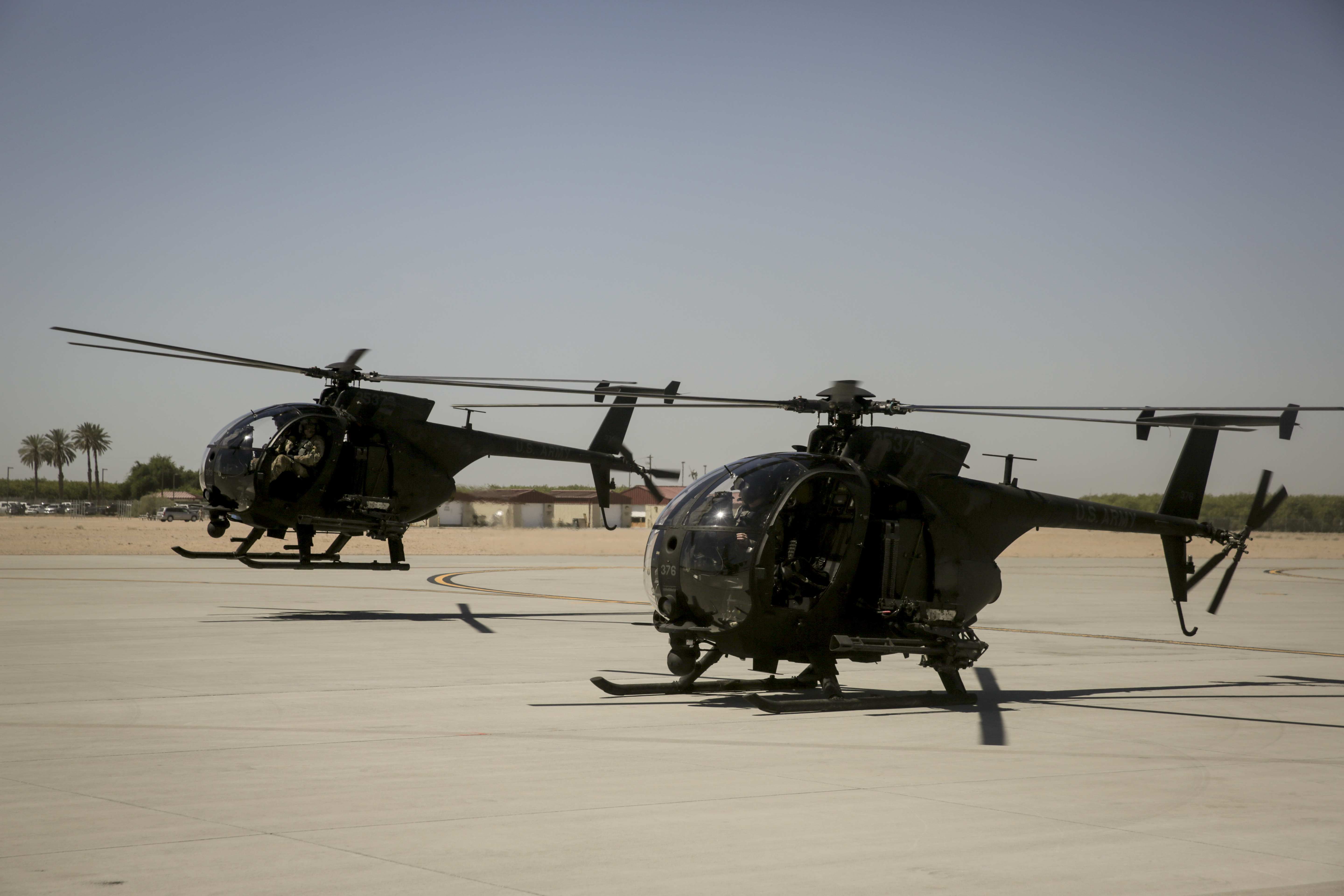
AH-6 Little Bird

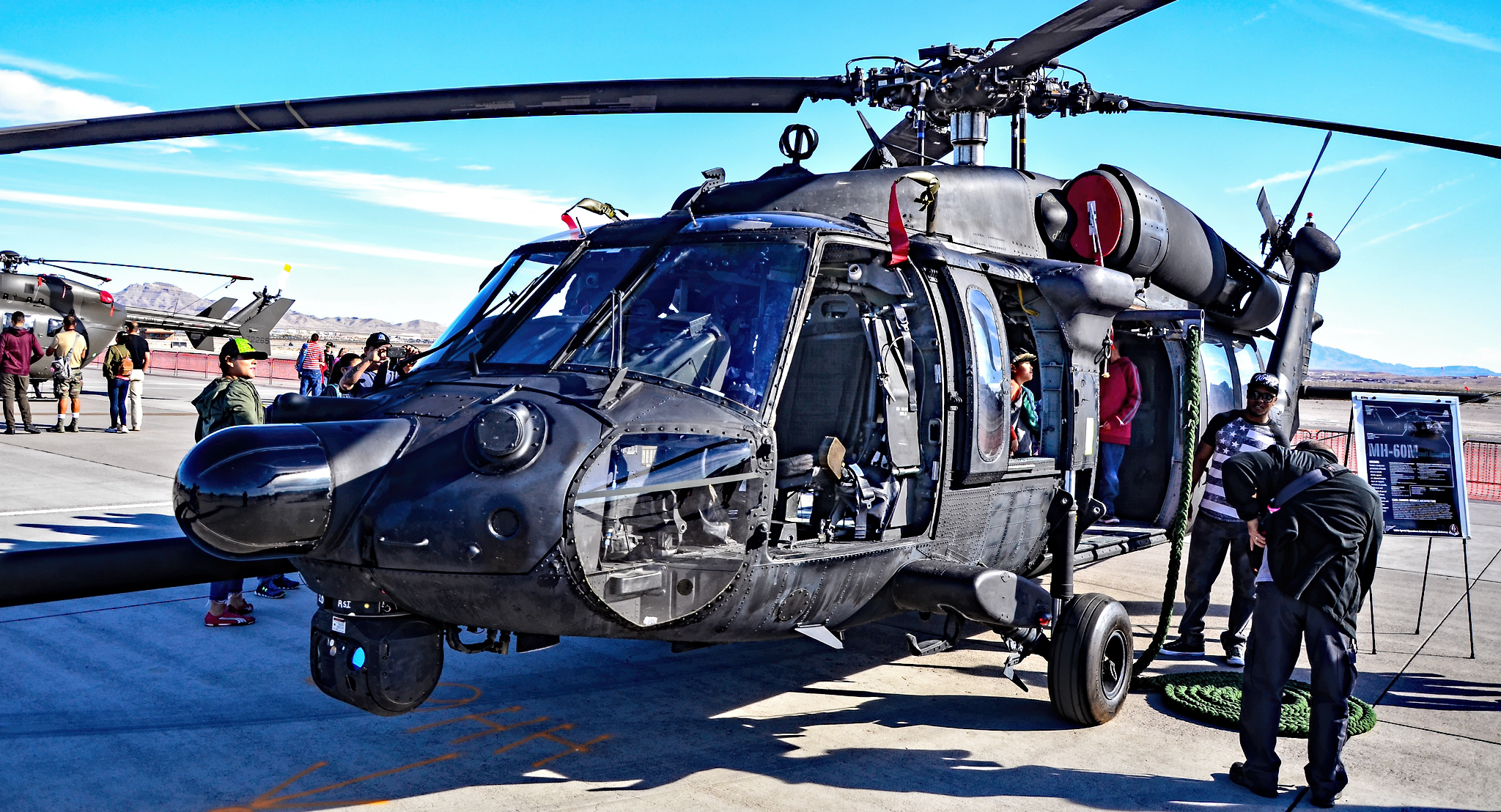
MH-60M Black Hawk

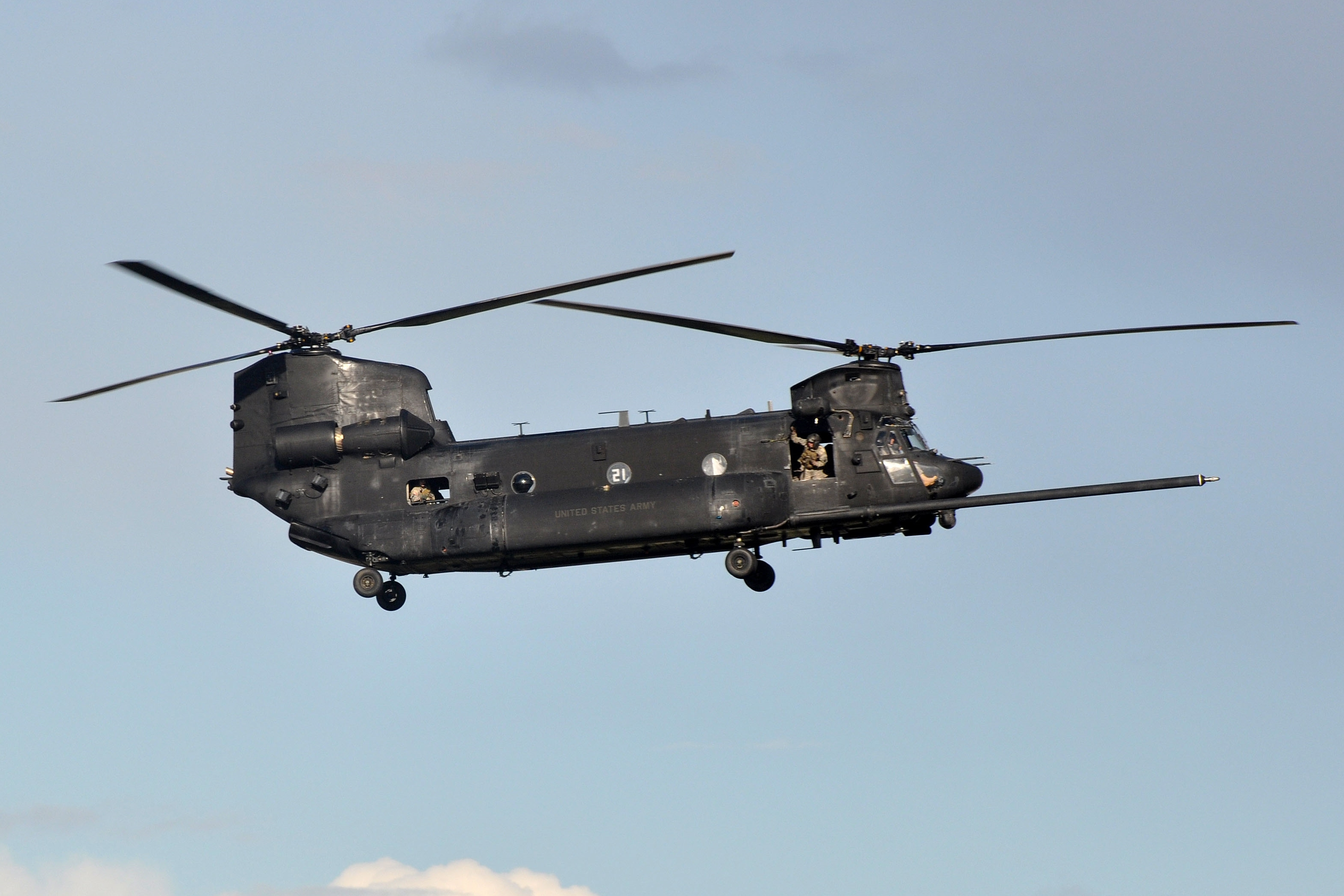
MH-47G

Il 160th Special Operations Aviation Regiment (Airborne) è un reparto speciale dell'United States Army che fornisce appoggio aereo con elicotteri a tutte le forze ed unità per operazioni speciali delle Forze armate statunitensi. Il suo quartier generale è situato presso Fort Campbell, Kentucky.

## Missione
Il compito del Reggimento è quello di organizzare, equipaggiare, addestrare, trovare risorse ed impiegare le forze dell'aviazione per le operazioni speciali dell'esercito statunitense in tutto il mondo, in supporto alle missioni contingenti e ai comandi combattenti. Conosciuto come Night Stalkers, questi soldati sono riconosciuti per la loro competenze nelle operazioni notturne. Sono altamente addestrati e pronti per assolvere alle missioni più dure in tutti gli ambienti, in ogni parte del mondo, di giorno o di notte, con una precisione ineguagliabile. Vengono impiegati Chinook, Black Hawk altamente modificati e configurazioni d'attacco e d'assalto di elicotteri Little Bird.
I soldati del regimento sono stati attivamente e continuamente impiegati in operazioni da combattimento fin dall'ottobre 2001. Ad oggi, il 160th SOAR continua ad avere una presenza avanzata attiva e sostenuta nell'area delle operazioni dello U.S. Central Command presso molteplici località in supporto all'Operazione Enduring Freedom. I loro equipaggi inoltre provvedono al supporto ai vari comandi regionali.

## Storia
L'esercito statunitense deve la sua capacità di combattimento aereo notturno moderno al 160th SOAR il quale aprì la strada alle tecniche di volo in queste condizioni, combinato con lo sviluppo dei relativi equipaggiamenti. L'unità viene originariamente formata come distaccamento della 101st Airborne Division. Immediatamente entrò nel periodo di attività aerea notturna intensiva, diventando rapidamente la prima forza dell'aviazione dell'Esercito nel combattimento di notte e la sola forza aerea per le operazioni speciali dell'esercito. La Task Force 160 fu ufficialmente riconosciuta come unità il 16 ottobre 1981, quando fu designata 160th Aviation Battalion. Da quel momento, il 160th divenne noto come "Night Stalkers", a causa delle sue capacità di colpire inosservato nelle tenebre e per le sue prestazioni in tutto il mondo.
Il reggimento ricevette il suo battesimo del fuoco durante l'Operazione Urgent Fury a Grenada nel 1983. Nel condurre un assalto su obiettivi simultanei, l'unità subì la sua prima perdita in combattimento, il Capitano Keith J. Lucas. Da quel momento l'unità partecipò a numerose missioni su richiesta del Presidente degli Stati Uniti e del Segretario della Difesa. Il 16 ottobre 1986, I reparti aerotrasportati e aerei furono uniti in una task force che si evolse e divenne unità aerotrasportata. Con la ridesignazione come 160th Special Operations Aviation Group (Airborne) acquisì la ricca ed onorabile tradizione del soldato aerotrasportato. Nel settembre 1987, il reparto partecipò all'Operazione Prime Chance, ingaggiando e neutralizzando una minaccia nemica utilizzando visori notturni e dispositivi all'infrarosso sopra la superficie d'acqua, il primo combattimento notturno con successo in queste condizioni. La successiva Operazione Mount Hope III nel giugno 1988, si svolse nelle più inimmaginabili condizioni di volo, dimostrando chiaramente l'abilità degli uomini e dei mezzi di colpire in profondità, assolvere la missione e ritornare alla base in sicurezza.
Nel dicembre 1989, i Night Stalkers furono chiamati alla testa dell'Operazione Just Cause, la liberazione di Panama. I soldati, schierati dal clima umido e invernale di Fort Campbell al caldo e l'oscurità del paese centroamericano, ancora una volta ingaggiarono bersagli multipli simultaneamente, perdendo due uomini e due velivoli. L'organizzazione continuò a crescere e fu ufficialmente attivata come 160th Special Operations Aviation Regiment (Airborne) nel giugno 1990. Nel 1991, l'invasione del Kuwait portò alla rapida introduzione dell'aviazione per le operazioni speciali nel teatro delle operazioni nell'Asia sud-occidentale durante la Operazione Desert Shield e la Operazione Desert Storm. Entrambe le operazioni dimostrarono l'abilità del reggimento di condurre missioni notturne complicate e sostenere operazioni di combattimento come un'unità contro un determinato nemico.
Nell'ottobre 1993, nel sostenere le richieste presidenziali, il reparto ingaggiò una forza ostile non convenzionale in Somalia. I soldati del 160th SOAR entrarono in uno scontro a fuoco di 18 ore di un'intensità mai incontrata dai tempi del Vietnam. L'esito della battaglia fu la perdita di 5 uomini ed 8 elicotteri danneggiati o distrutti. Il reggimento sostenne l'Operazione Uphold Democracy nel tardo 1994, convalidando il concetto di forza congiunta adattabile, nel condurre missioni da una portaerei, la USS America.
Dal febbraio 2001, il reggimento è stato dotato di tre battaglioni d'assalto, della compagnia dei Quartier generali, di una compagnia di addestramento, della compagnia D che fu schierata in supporto avanzato dello USSOUTHCOM e della compagnia E, schierata in supporto avanzata nell'area di responsabilità del PACOM.
A partire dagli attentati dell'11 settembre 2001, il 160th SOAR è stato continuamente ed attivamente ingaggiato in operazioni di combattimento. I Night Stalkers furono schierati inizialmente nella guerra al terrore nell'ottobre 2001 per l'Operazione Enduring Freedom in Afghanistan, con un breve periodo di supporto alle attività di tale operazione nelle Filippine. Nella primavera del 2003, il reparto schierò le sue unità in supporto all'Operazione Iraqi Freedom. Come l'organizzazione continuava a maturare per venire incontro ai requisiti nazionali delle operazioni speciali, il regimento continuava a crescere e stabilì provvisoriamente il suo quarto battaglione a Fort Lewis, Washingtom, nel dicembre 2005. In seguito alla disattivazione della compagnia E il 31 luglio 2007, l'area di responsabilità del PACOM fu presa dal quarto battaglione, il quale fu formalmente attivato nel dicembre 2007. Il 24 aprile 2008 fu ufficialmente disattivata anche la compagnia D e contemporaneamente il terzo battaglione assunse la responsabilità dell'area delle operazioni dello USSOUTHCOM. Ad oggi il reggimento mantiene e sostiene la presenza avanzata sia in Afghanistan che in Iraq, mentre provvede all'incremento addestrativo simultaneo in supporto al PACOM e allo USSOUTHCOM e a mantenere una forza in allerta per una missione nazionale.

## Partecipazione

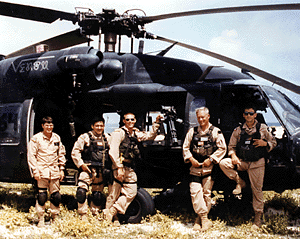
L'equipaggio del Super 6-4 un mese prima della battaglia di Mogadiscio. Da sinistra a destra: Winn Mahuron, Thomas Field, William Cleveland, Raymond Frank e Michael Durant.

Il 160th SOAR ha provveduto al supporto aereo per diverse missioni delle unità per operazioni speciali dell'Esercito statunitense, tra cui le Special Forces, gli Army Rangers e la Delta Force, ma anche della Marina come i Navy SEAL.
| Nome                        | Luogo                 | Anno      |
| --------------------------- | --------------------- | --------- |
| Operazione Urgent Fury      | Grenada               | 1983      |
| Operazione Prime Chance     | Golfo Persico         | 1987-1988 |
| Operazione Mount Hope III   | Ciad                  | 1988      |
| Operazione Just Cause       | Panama                | 1989      |
| Operazione Desert Shield    | Iraq                  | 1990      |
| Operazione Desert Storm     | Iraq                  | 1991      |
| Operazione Restore Hope     | Somalia               | 1992-1993 |
| Operazione Gothic Serpent   | Somalia               | 1993      |
| Operazione Enduring Freedom | Afghanistan           | 2001-2021 |
| Operazione Iraqi Freedom    | Iraq                  | 2003-2010 |
| Operazione New Dawn         | Iraq                  | In corso  |
| Operazione Neptune's Spear  | Afghanistan/ Pakistan | 2011      |
| Operazione Red Wings        | Afghanistan           | 2005      |

## Equipaggiamento
Il reggimento utilizza versioni modificate degli MH-47 Chinook, AH-6 Little Bird, e MH-60 Black Hawk.
- 15 AH-6M Little Bird
- 15 MH-6M Little Bird
- 10 MH-60K Black Hawk
- 10 MH-60L Black Hawk
- 10 MH-60L Black Hawk Direct Action Penetrator
- 30 MH-60M Black Hawk
- 48 MH-47G Chinook

## Organizzazione
- Headquarters & Headquarters Company - Fort Campbell, Kentucky
- Special Operations Aviation Training Company
- Company E, 160th SOAR - Equipaggiata con MQ-1C Gray Eagle
- 1st Battalion, 160th SOAR
  -  Headquarters & Headquarters Company, Fort Campbell, Kentucky
  -  Company A - Equipaggiato con 15 MH-6M
  -  Company B - Equipaggiato con 15 AH-6M
  -  Company C - Equipaggiato con 10 MH-60K/L
  -  Company D - Equipaggiato con 10 MH-60K/L
  -  Company E - Equipaggiato con 10 MH-60L
  -  Company F (AVUM)
- 2nd Battalion, 160th SOAR
  - Headquarters & Headquarters Company, Fort Campbell, Kentucky
  -  Company A - Equipaggiato con 8 MH-47G
  -  Company B - Equipaggiato con 8 MH-47G
  -  Company C - Equipaggiato con 10 MH-60M
  -  Company D (AVUM)
- 3rd Battalion, 160th SOAR
  -  Headquarters & Headquarters Company, Fort Stewart, Georgia
  -  Company A - Equipaggiato con 8 MH-47G
  -  Company B - Equipaggiato con 8 MH-47G
  -  Company C - Equipaggiato con 10 MH-60M
  -  Company D (AVUM)
- 4th Battalion, 160th SOAR
  -  Headquarters & Headquarters Company, Joint Base Lewis-McChord, Washington
  -  Company A - Equipaggiato con 8 MH-47G
  -  Company B - Equipaggiato con 8 MH-47G
  -  Company C - Equipaggiato con 10 MH-60M
  -  Company D (AVUM)